# Kraska orientalna
Kraska orientalna (Coracias benghalensis) – gatunek średniej wielkości ptaka z rodziny krasek (Coraciidae). Występuje w południowej Azji i, częściowo, na Bliskim Wschodzie, głównie u wybrzeży Zatoki Perskiej. Nie jest zagrożony wyginięciem.
Są to średniej wielkości ptaki o długości ciała 30–34 cm i masie 166–176 g. Ciemię niebieskawe, grzbiet brązowy, sterówki oraz skrzydła fioletowo-lazurowe (bardzo charakterystyczne podczas lotu). Gardło różowawe. Na piersi widnieją wyraźne białe pasy. Nie występuje dymorfizm płciowy. Zasięg występowania krasek orientalnych rozciąga się od Półwyspu Arabskiego (w większości wybrzeża Zatoki Perskiej) przez subkontynent indyjski po Półwysep Indochiński. Międzynarodowy Komitet Ornitologiczny wyróżnia trzy podgatunki – C. benghalensis benghalensis (kraska orientalna), C. benghalensis indicus (kraska indyjska) i C. benghalensis affinis (kraska indochińska), jednak ich klasyfikacja jest sporna.
Środowisko życia tych ptaków stanowią wszelkiego rodzaju zadrzewione tereny – świetliste lasy, przecinki, obszary rolnicze, pobliża domostw, zagajniki, plantacje. Najwyżej nad poziomem morza odnotowano kraskę indyjską w Nepalu (3655 m n.p.m., stwierdzenie z 1950), występują jednak i na nizinach. Trzon ich pożywienia stanowią bezkręgowce, a w szczególności chrząszcze, które stanowią nawet połowę wszystkich ofiar. Pozostałymi są między innymi prostoskrzydłe, pluskwiaki, błonkoskrzydłe i inne owady. Okazjonalnie łapią niewielkie kręgowce, a na pustyni Thar obserwowano jak pożywiają się jajami sierpówek (Streptopelia decaocto).
Dokładny okres lęgowy zależny jest od dostępności pożywienia, natomiast wszędzie trwa w pierwszej połowie roku. Kraski orientalne gniazdują w dziuplach. Mogą one pozostać puste, ale bywają również wyściełane materiałem roślinnym (włóknami, trawami), pierzem, skrawkami materiału czy odpadkami. Zniesienie liczy od 2 do 5 jaj, które przez 17–20 dni wysiaduje na zmianę oboje rodziców. Kraska orientalna jest gatunkiem najmniejszej troski (LC, Least Concern; 2018). Dla człowieka są to ptaki pożyteczne ze względu na redukcję szkód czynionych w uprawach przez owady.

## Taksonomia

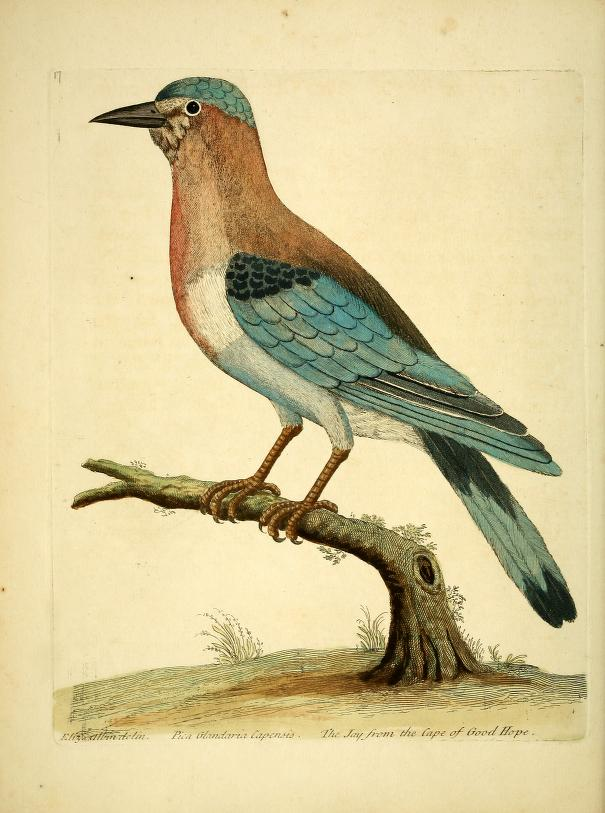
Tablica barwna z 1731. Powstała 27 lat przed pierwszym naukowym opisem gatunku

Po raz pierwszy gatunek naukowo opisał Karol Linneusz w 1758 w swoim dziele Systema Naturae. Nowemu gatunkowi nadał nazwę Corvus benghalensis. Jako lokalizację pozyskania holotypu podał Bengal – lokalizacja zawężona do Ćennaju. Linneusz nie był bowiem pierwszym, który opisał ten gatunek. O krasce orientalnej wspomniał Eleazar Albin, angielski przyrodnik i ilustrator, już w 1731. W pierwszym tomie swojego A natural history of birds przedstawił tablicę barwną o numerze 17 zawierającą wizerunek tego ptaka. Podziękował niejakiemu Dandridge’owi za przekazanie mu ilustracji kraski (którą nazwał Jay from Bengal – dosł. „sójką z Bengalu”) zamieszkującej Fort Saint George – cytadelę Brytyjskiej Kompanii Wschodnioindyjskiej w Ćennaju. Uznał ją za odmianę sójki, natomiast na tablicy barwnej podpisał ją inaczej niż w tekście. Międzynarodowy Komitet Ornitologiczny (IOC) umieszcza kraskę orientalną w rodzaju Coracias (2018), wyróżniając trzy podgatunki.
W 1766, w 12. wydaniu Systema Naturae, Linneusz przeniósł kraskę orientalną do rodzaju Coracias (gdzie współcześnie, według IOC, się znajduje) oraz opisał jako odrębny gatunek nowy podgatunek: C. benghalensis indica (kraska indyjska), który uznał za odrębny gatunek. Przedstawiciele tego podgatunku występują między innymi na Cejlonie. Przed opisem Linneusza było to już wiadome – 20 września 1759 George Edwards (angielski ilustrator) wykonał tablicę barwną przedstawiającą kraskę orientalną przywiezioną mu z Cejlonu przez Joana Gideona Lotena. Nowy ptak z kolonii został przedstawiony w Muzeum Brytyjskim (dzisiejsze Muzeum Historii Naturalnej w Londynie).
Sporny jest podgatunek Coracias benghalensis affinis (kraska indochińska). Po raz pierwszy opisany został w 1840 na łamach Proceedings of the Zoological Society of London przez Thomasa Horsfielda. Można natknąć się na informację, jakoby autorem nazwy był John McClelland. W przedruku artykułu Horsfielda w stopce znalazła się informacja o autorstwie nazw, gdzie w przypadku braku dodatkowych informacji miały one być opracowane przez McClellanda w MS. W przypadku kraski orientalnej jest to informacja niemal na pewno fałszywa. Nie ustalono, o jakie MS McClellanda chodziło i czy istnieje jego kopia; zgodnie z zasadami nomenklatury autorstwo należy się Horsfieldowi. Nie ma natomiast konsensusu w sprawie pozycji systematycznej kraski indochińskiej. IOC uznaje ją za podgatunek, autorzy HBW klasyfikują ją zaś jako odrębny gatunek od 2014 (stan w 2018). Do wydzielenia przyjęli kryterium morfologiczne. Donoszono o przypadkach hybrydyzacji między kraską indochińską a przedstawicielami dwóch pozostałych podgatunków: kraski orientalnej i indyjskiej.
Opisano nieuznawany podgatunek Coracias affinis theresiae, którego przedstawiciele mieli być mniejsi od tych formy nominatywnej i zamieszkiwać północny Wietnam (obszar wówczas znany jako Kochinchina) i Tajlandię. Nie wykazały tego później pomiary na większej liczbie okazów.

### Genetyka
Kariotyp kraski orientalnej poznano w latach 70. XX wieku. 2n=88, podobnie jak u kraski zwyczajnej (C. garrulus). W garniturze chromosomowym tego ptaka wśród autosomów wyróżniono dwa makrochromosomy (jeden submetacentryczny, drugi subtelocentryczny), cztery pary (3–6) niewielkich chromosomów i całą grupę (pozostałe) niewielkich akrocentrycznych chromosomów. Chromosom Z jest średniej wielkości, submetacentryczny, mniejszy chromosom W prawdopodobnie również submetacentryczny.

## Morfologia

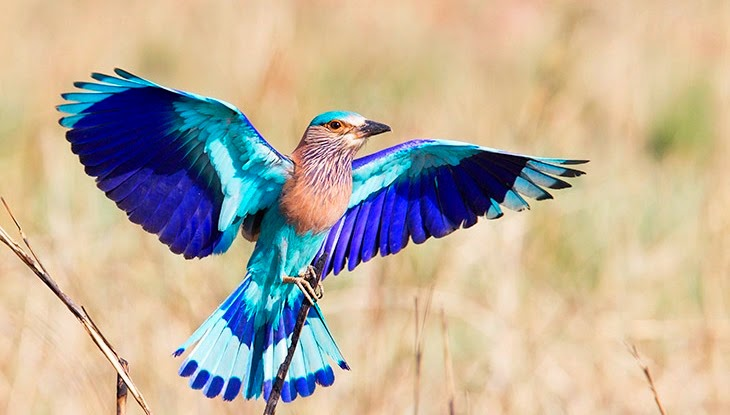

Długość ciała wynosi około 30–34 cm, masa ciała 166–176 g. To jedyna kraska, u której na dalszych od ciała końcach lotek I rzędu przebiega lazurowy pas, widoczny w locie (zdjęcie po lewej). Kraski orientalne są, jak na przedstawicieli swojej rodziny, stosunkowo duże, krępe i o szerokich skrzydłach. Gdy ptak siedzi, w sylwetce wyróżnia się duża głowa oraz krótka szyja. W locie niemożliwy do pomylenia z żadnym innym ptakiem ze względu na fioletowo-lazurowe skrzydła. W upierzeniu nie występuje dymorfizm płciowy.
Główną różnicą pomiędzy kraskami orientalnymi a indyjskimi jest półobroża. Ptaki podgatunku C. b. indicus wyróżnia dobrze zarysowana półobroża na karku o głębokim, czerwonobrązowym kolorze. U ptaków podgatunku nominatywnego jest ona słabo widoczna lub nie ma jej wcale. Czoło płoworóżowe, z liliowym nalotem, kantarek brązowy. Ciemię niebieskawe. Tył szyi, górna część grzbietu, barkówki oraz lotki III rzędu matowe, oliwkowobrązowe, z winnoczerwonym nalotem z tyłu szyi. Niższa część grzbietu oraz pokrywy nadogonowe wyróżnia jaskrawy turkusowy kolor. Pokrywy nadogonowe mają natomiast kolor ultramaryny, z zielonymi końcówkami. Skrzydła i ogon na pierwszy rzut oka fioletowo-lazurowe – na fioletowym skrzydle rysuje się lazurowy pas, natomiast fioletowy ogon ma lazurowe boki, trudne do zobaczenia. Zewnętrzne pokrywy skrzydłowe fioletowe, kontrastujące z szaroniebieskimi pokrywami większymi, mniejszymi oraz skrzydełkiem. Lotki I i II rzędu w większości o barwie ultramaryny, jedynie u nasady lazurowe. Przez zewnętrzne sześć lotek przebiega wspomniany lazurowy pas, szeroki na 3 cm. Pióra, przez która przebiega, wieńczy czarniawoniebieska końcówka. Wrażenia związane z barwami zmieniają się mocno w zależności od kąta patrzenia na ptaka. Pokrywy podskrzydłowe u kraski orientalnej i indyjskiej jasnoniebieskie, natomiast u kraski indochińskiej o głębokiej niebieskiej barwie. Gardło i pierś różowawe, pokryte wyraźnymi białymi pasami. Brzuch i okolice kloaki jasnoniebieskie. Brązowoczarny dziób mocno zbudowany, podobnie jak u kruków. Wnętrze dzioba siarkowożółto-różowe. Tęczówka brązowa, oko obwiedzione matowopomarańczowo. Nogi i stopy brązowożółte. Kraski indochińskie wyróżnia kilka szczegółów. Boki ich głowy są matowe, płowoszare. Gardło, pierś i środek brzucha wyróżnia fioletowy nalot. Brak u nich czerwonawej półobroży. Kantarek jest czarny, zaś za okiem ciągnie się ciemnoniebieska linia. Wierzch ciała jest ogółem ciemniejszy. Sprawiają wrażenie dużo ciemniej upierzonych, o większej głębi barw.
W wymiarach szczegółowych nie ma różnic między samcami a samicami. Zaobserwowano zmiany pewnych wymiarów, polegające na zwiększaniu się z południa na północ, zgodnie z regułą Bergmanna. Wymiary szczegółowe w milimetrach, dla ptaków płci obojga przedstawiono w poniższej tabeli. Opracowane zostały z pomocą informacji podanych wcześniej przez czterech zoologów, nie wspomniano liczby zmierzonych osobników.
|                    | Długość skrzydła | Długość dzioba (od nasady w czaszce) | Długość skoku | Długość ogona |
| ------------------ | ---------------- | ------------------------------------ | ------------- | ------------- |
| C. b. benghalensis | 178–201          | 39–49                                | 25–29         | 117–140       |
| C. b. indicus      | 170–190          | 41–49                                | 24–26         | 109–132       |
| C. b. affinis      | 184–204          | 30–36                                | 26–28         | 118–137       |

Ptaki poszczególnych podgatunków przedstawiono w poniższej minigalerii (w przypadku podgatunku nominatywnego i C. b. indicus przynależność ustalono na podstawie lokalizacji i ubarwienia):

Wygląd przedstawicieli różnych podgatunków
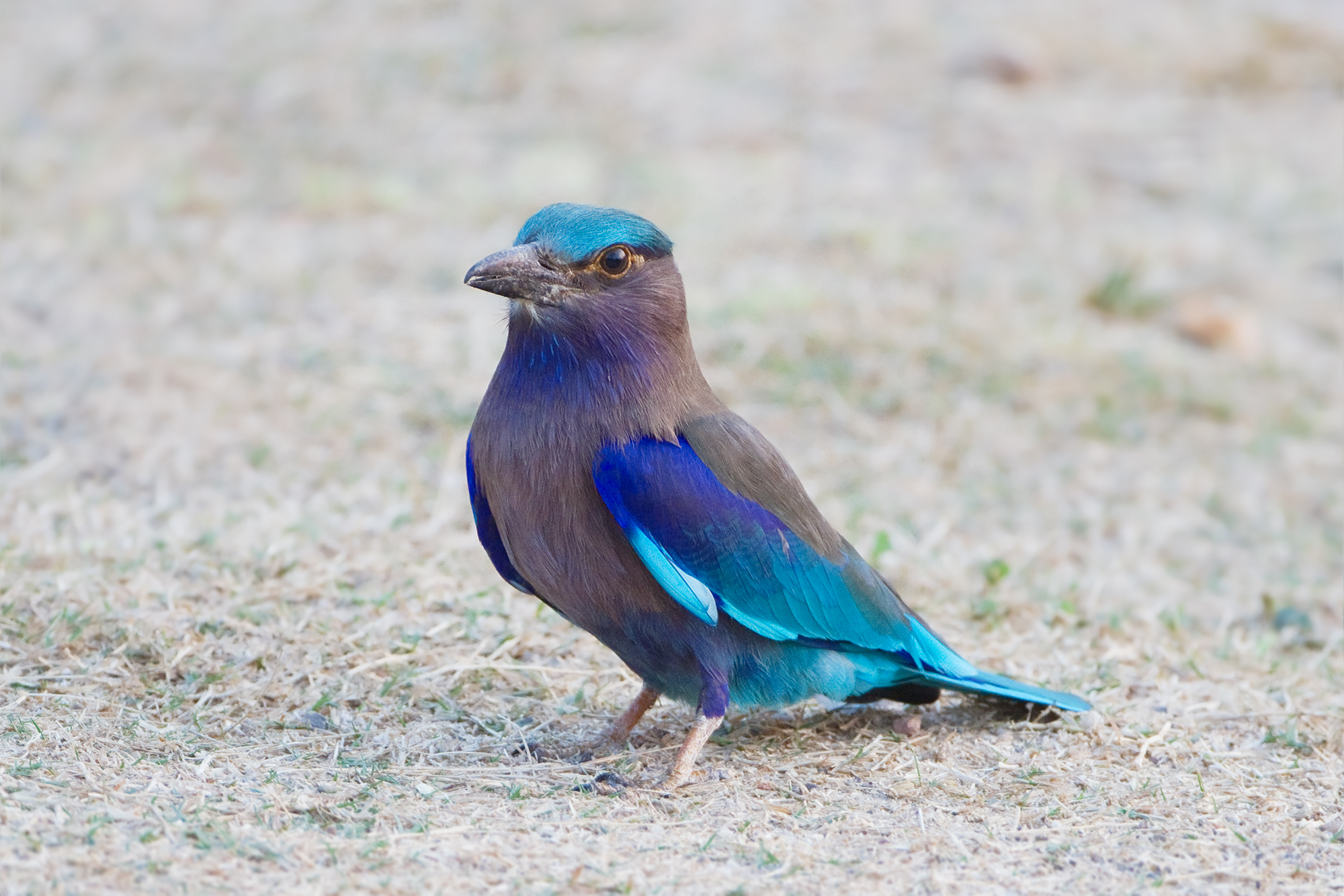
C. b. affinis; Park Narodowy Kaeng Krachan, Tajlandia
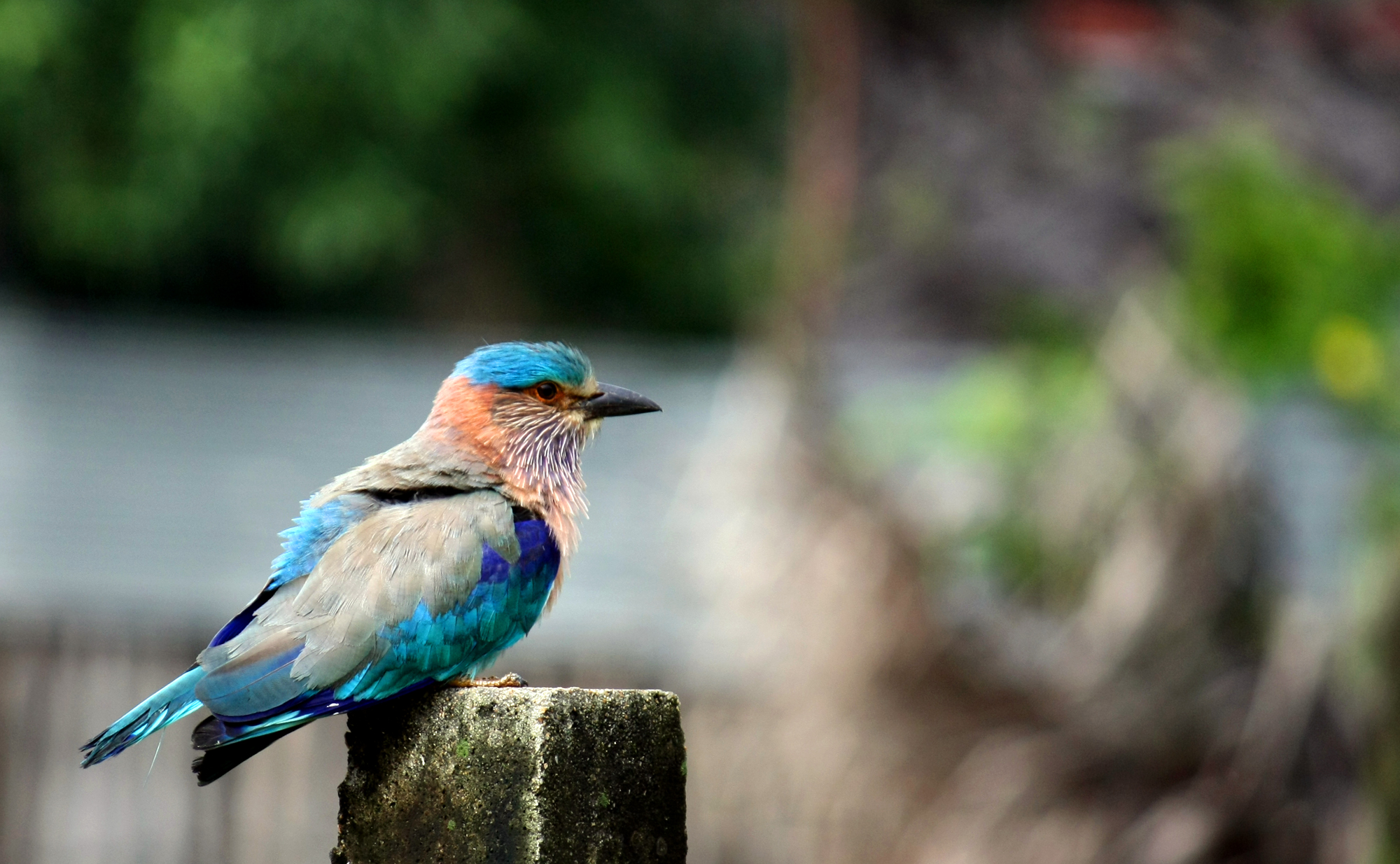
C. b. indicus; Sri Lanka (bez dokładniejszej lokalizacji)
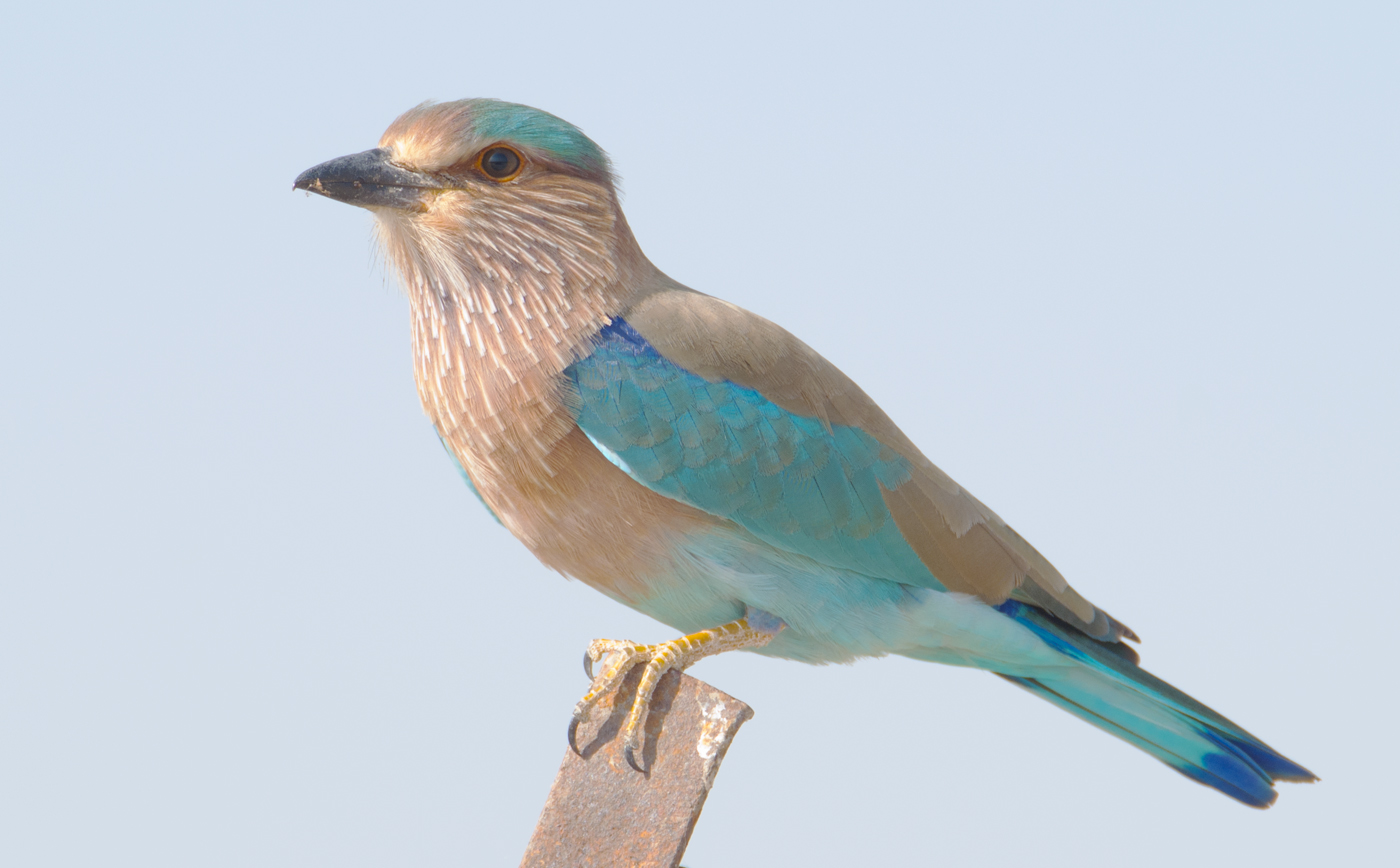
C. b. benghalensis; Taal Chhapar Black Buck Santuary, Radżastan, Indie

## Zasięg występowania

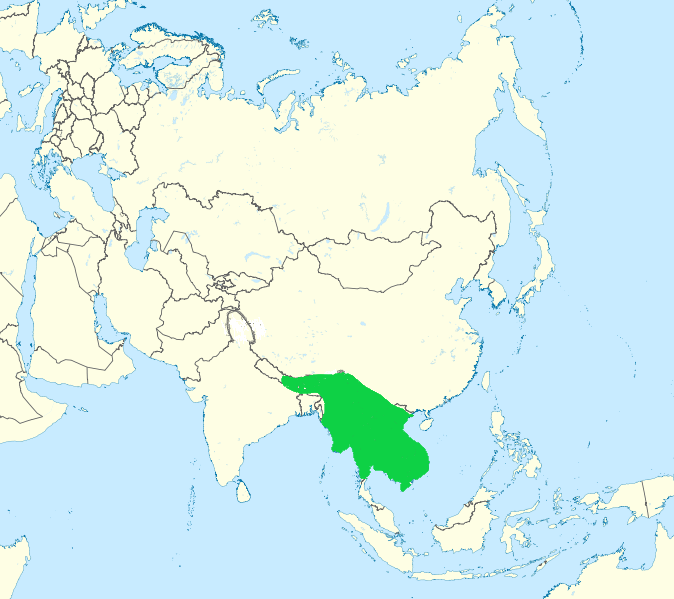
Zasięg występowania podgatunku affinis, często traktowanego jako odrębny gatunek

Ptaki podgatunku nominatywnego występują na obszarze od południowo-wschodniej Arabii (północne Zjednoczone Emiraty Arabskie, północny Oman) i wschodniego Iraku przez południowy Iran i północny Pakistan na wschód po Bangladesz. W Indiach południowa granica zasięgu przebiega przez stan Maharasztra, około równoleżnika 20°N. Jedno stwierdzenie pochodzi z północno-wschodniego Afganistanu (Dżalalabad). Występują również w Nepalu, niekiedy zapuszczają się do Kotliny Katmandu. W stanie Maharasztra zasięgi C. b. benghalensis i C. b. indicus nachodzą się, zaś w Nepalu na wschód od południka 85°E kraski indyjskie współwystępują z indochińskimi.
Kraski indyjskie występują od centralnych Indii około równoleżnika 20°N (południowy stan Maharasztra i Andhra Pradesh) na południe po Cejlon. Odnotowane również na Lakszadiwach i Malediwach. Zasięg występowania krasek indochińskich obejmuje tereny od wschodniego Nepalu, Bhutanu i północno-wschodnich Indii (Bihar, Asam) na wschód po południowo-centralne Chiny (południowa prowincja Syczuan, Junnan) i dalej na południe po kontynentalną część Tajlandii i Indochiny. Przynajmniej w 2008 nie było jeszcze wiadome, czy w Bhutanie omawiane ptaki gniazdują. Wiadomo, że występują tam w środowisku dogodnym do lęgów. Zasięgi kraski indochińskiej i orientalnej stykają się między południkami 87° a 92° E w północno-wschodnim Nepalu, w stanach Bihar, Sikkim, wschodnim Bengalu i zachodnim Asamie (w Garo Hills).
Ptaki poza swoim sezonem lęgowym, od października do marca, odnotowywane były w Kuwejcie, w Prowincji Wschodniej (Arabia Saudyjska), Bahrajnie, Katarze, wyspie Masira (głównie podczas wędrówek), w muhafazacie Zufar w Omanie (jedno stwierdzenie, z miesiąca czerwca, do 2010), na Sokotrze (jedno stwierdzenie z grudnia 1998, do 2010) i na zachód aż po Aden – stolicę Jemenu. W 1875 zbłąkany ptak miał zostać odłowiony w tureckiej prowincji Kocaeli. Prawdopodobnie było to wiarygodne stwierdzenie. Informacje o rzekomych dwóch obserwacjach z 1876 na terenie Turcji najpewniej są nieprawdziwe. Osobnik odstrzelony po azjatyckiej stronie Bosforu miał zostać przekazany do muzeum w Stambule, gdzie wedle informacji z 1880 widziało go dwóch zoologów.

## Ekologia i zachowanie
Kraski orientalne zamieszkują świetliste lasy z drzewami zrzucającymi liście, przecinki, uprawy, ogrody, zagajniki mango, kokosów, daktylowców, zadrzewienia w okolicach domów i roślinność wokół stawów. Spotykane są również na ścierniskach, w parkach, na budynkach, w okresie kolonialnym na Cejlonie miano widywać je na polach tytoniu i ledwie co wyciętych połaciach lasu. Chętnie korzystają z infrastruktury zamieszkując np. ronda, przesiadują na parapetach czy drutach telefonicznych. W badaniu nad ptakami występującymi w Vadodara kraski orientalne odnotowano w miejscach uznanych za w niewielkim stopniu zakłócane przez człowieka: na kampusie oraz na farmie przeznaczonej do celów badawczych. Wedle szacunków z lat 70. XX wieku i pierwszego dziesięciolecia XXI ówcześnie słabo jeszcze udokumentowano zachowanie i ekologię krasek orientalnych.
Pewien osobnik dostrzeżony w Nepalu znajdował się na około 3655 m n.p.m.; obserwacja ta pochodzi z sierpnia 1950. Górna granica zwyczajnego zasięgu krasek indochińskich w Nepalu sięga 1050 m n.p.m., a najniżej w tym państwie występują w teraju. W Bhutanie pewna obserwacja miała miejsce na 2500 m n.p.m.; przeważnie jednak na subkontynencie indyjskim ptaki tego gatunku odnotowuje się do 1500 m n.p.m. Kraski indochińskie w większej części zasięgu żyją na równinach do około 600 m n.p.m. Na początku XX wieku kraski do prywatnych kolekcji odławiano w Junnanie do około 1800 m n.p.m. (w źródle z 1926 dla większości okazów nie podano wysokości, w trzech przypadkach w stopach). Kraski orientalne z Półwyspu Arabskiego przeważnie spotykane są poniżej 1000 m n.p.m. Zagęszczenie ptaków badane w Tamilnadu zależne było od roku badania, typu środowiska oraz od pory roku. Najniższą osiągniętą wartością było 22 osobników na km² (pora monsunowa, u wybrzeży rzeki, 2004), najwyższą zaś 41 osobników na km² (pora pomonsunowa, tereny rolnicze, 2004). W innym badaniu poświęconym kraskom z rolniczych obszarów Nagapattinam (Tamilnadu) obliczono zagęszczenie bliskie 50 osobników na km². Na Półwyspie Arabskim zagęszczenie tych ptaków uległo zmianom po latach 70. XX wieku, kiedy to wprowadzono na szerszą skalę nawadnianie terenów rolniczych. Największe liczby krasek orientalnych w tym regionie spotyka się na uprawach roślin przeznaczonych na paszę; odnotowano nawet 130–500 na jednym polu. W całym swoim zasięgu kraski orientalne podejmują słabo poznane lokalne wędrówki, głównie ulegając dyspersji polęgowej. Przynajmniej w Omanie podejmują regularne wędrówki. Wiadome jest, że na Półwyspie Arabskim poza sezonem lęgowym pewne osobniki, w niewielkiej liczbie, prowadzą włóczęgowski tryb życia. Odnotowywane są wtedy poza główną częścią swojego zasięgu.
Kraski orientalne zwykle przebywają pojedynczo lub w parach. Można zaobserwować je, gdy siedzą na drutach, słupkach ogrodzeniowych, na grudach ziemi po orce czy bezlistnych drzewach, również umożliwiających obserwację otoczenia, w tym zdobyczy. Przeważnie podczas obserwacji siedzą od 3 do 9 m nad podłożem. Podczas czatowania kiwają ogonem powoli w górę i w dół, podobnie jak pliszki leśne (Dendronanthus indicus). Jeśli zauważą potencjalną zdobycz, opuszczają się powoli, a po złapaniu i przyniesieniu z powrotem do miejsca obserwacji rozdrabniają i połykają. Kraski orientalne odzywają się głośnym, chrapliwym kak-kak-kak-kak. Podczas popisów powietrznych owe dźwięki przybierają formę nieharmonijnych skrzeków i pisków. Używają ich również przy odganianiu intruzów z terytorium. U ptaków badanych w Tamilnadu stosunkowo najmniej czasu za dnia zajmowało kraskom pielęgnowanie upierzenia (9,9 ± 2,54%) – głównie grzbietu, piersi i skrzydeł – oraz odpoczynek (5,1 ± 1,84%). Stosunkowo najwięcej odpoczywały w środku dnia, głównie śpiąc na drzewach i drutach. Jest to rozkład aktywności obecny i u ptaków innych gatunków, zapobiegający przegrzaniu w środowisku o wysokich temperaturach. Obserwowano konflikty terytorialne z pójdźkami leśnymi (Heteroglaux blewitti). W locie mocno uderzają skrzydłami, których koniuszki niemal stykają się pod ciałem ptaka. Według Legge'a (żołnierza i ornitologa okresu kolonialnego) ranne kraski odzywają się ostrym, płaczliwym dźwiękiem. Podczas jednego z badań ptaki gromadziły się na nocleg około godziny 18:45, zaś budziły się o 6 rano. Tuż po przebudzeniu kilka minut poświęcały pielęgnacji upierzenia.

### Pożywienie

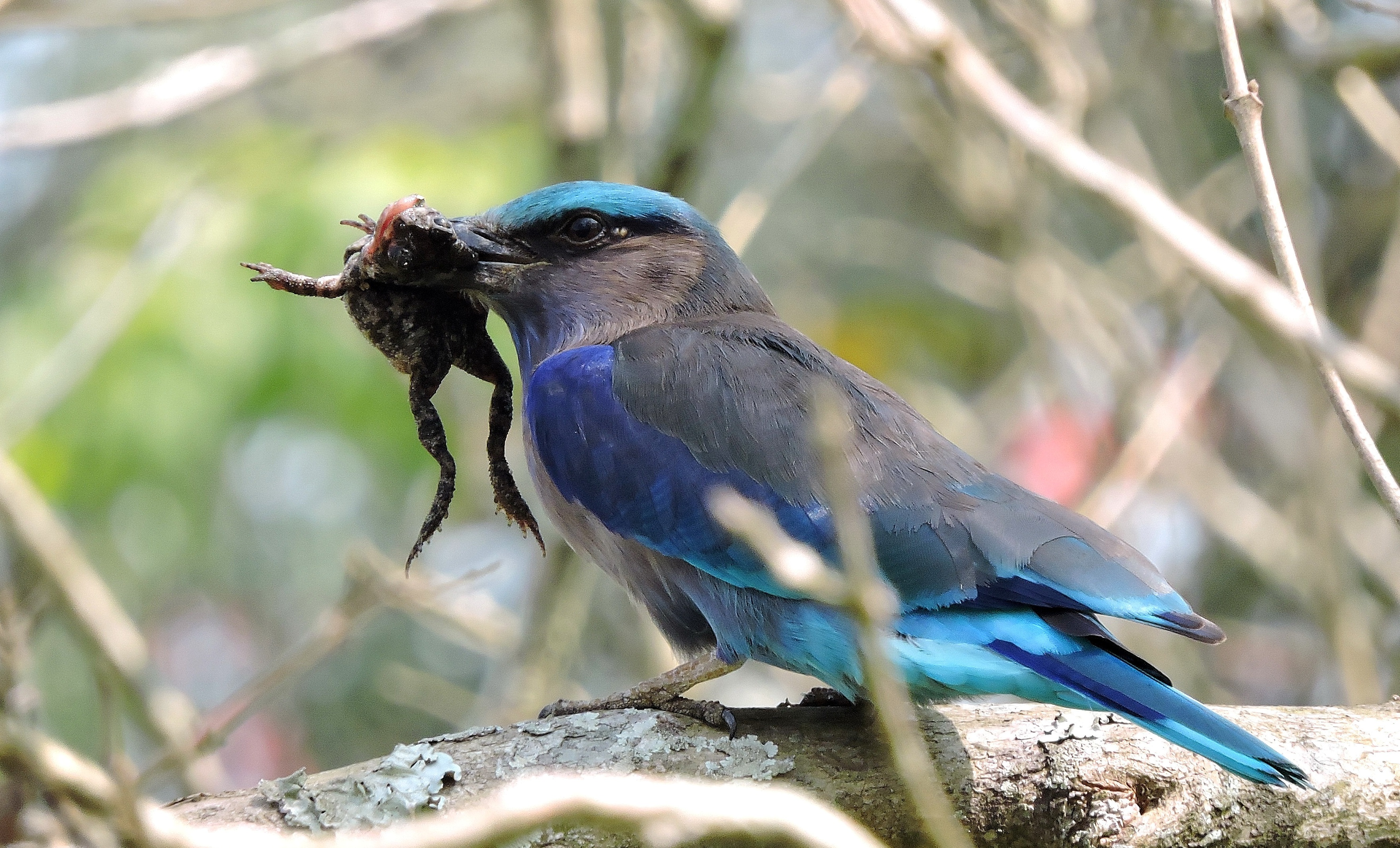
Kraska orientalna z płazem, Park Narodowy Kaziranga

Kraski orientalne swoich ofiar szukają na ziemi, przetrząsając roślinność, a niekiedy łapią je w locie. Ptaki badane w Tamilnadu najwięcej czasu na żerowanie poświęcały w lecie – 26,2 ± 3,71% dnia, najmniej natomiast w porze monsunowej – 10,6 ± 4,56%. Niezależnie od pory roku większość ich czasu w ciągu dnia zajmowało przeszukiwanie terenu. Żerowały zwykle wieczorem i nad ranem. Kraski orientalne żywią się bezkręgowcami i kręgowcami. Trzon ich diety stanowią zwierzęta bezkręgowe, głównie chrząszcze i prostoskrzydłe (szarańczowate, świerszczowate), ćmy, uskrzydlone mrówki i termity. Niekiedy zdobycz łapią w locie. Odnotowywano również spożywanie płazów, myszy, jaszczurek, a nawet piskląt. Niestrawiony pokarm wydalają w postaci wypluwek, które w postaci świeżej są ciemnobrązowe. Ptaki badane w Pusa (stan Bihar) spożywały najczęściej Gryllotalpa africana (turkuciowate), Platygryllus melanocephalus (świerszczowate), pewne mrówki z rodzajów: Cataglyphis i gmachówka (Camponotus), prostoskrzydłe z rodzaju Chrotogonus, różnego rodzaju pędraki (m.in. chrząszczy z rodzaju Trox, modzelatkowate i Opatrum, czarnuchowate). Badania przeprowadzone w delcie Kaweri (Tamilnadu) ukazały skład pokarmu tamtejszych krasek. 26% zdobyczy stanowiły chrząszcze. Po nich najważniejsze były kolejno: prostoskrzydłe (19,5%), pluskwiaki (16,7%), błonkoskrzydłe (14,2%), muchówki (9,1%), ważki (6,7%) oraz motyle (6,5%). Pozostała zdobycz w tym regionie stanowiła mniej niż 1% zawartości wypluwek (badaniu podlegały sztuki zdobyczy; przeciętnie jedna wypluwka zawierała szczątki od 5 do 22 ofiar). W innej lokalizacji w Tamilnadu, okolicach miasta Nagapattinam, chrząszcze składały się na 38,3–52,7% zdobyczy w wypluwkach (liczonej w sztukach), zależnie od środowiska. Na pustyni Thar posilają się również jajami sierpówek (Streptopelia decaocto), przyczyniając się do strat w lęgach.

### Lęgi

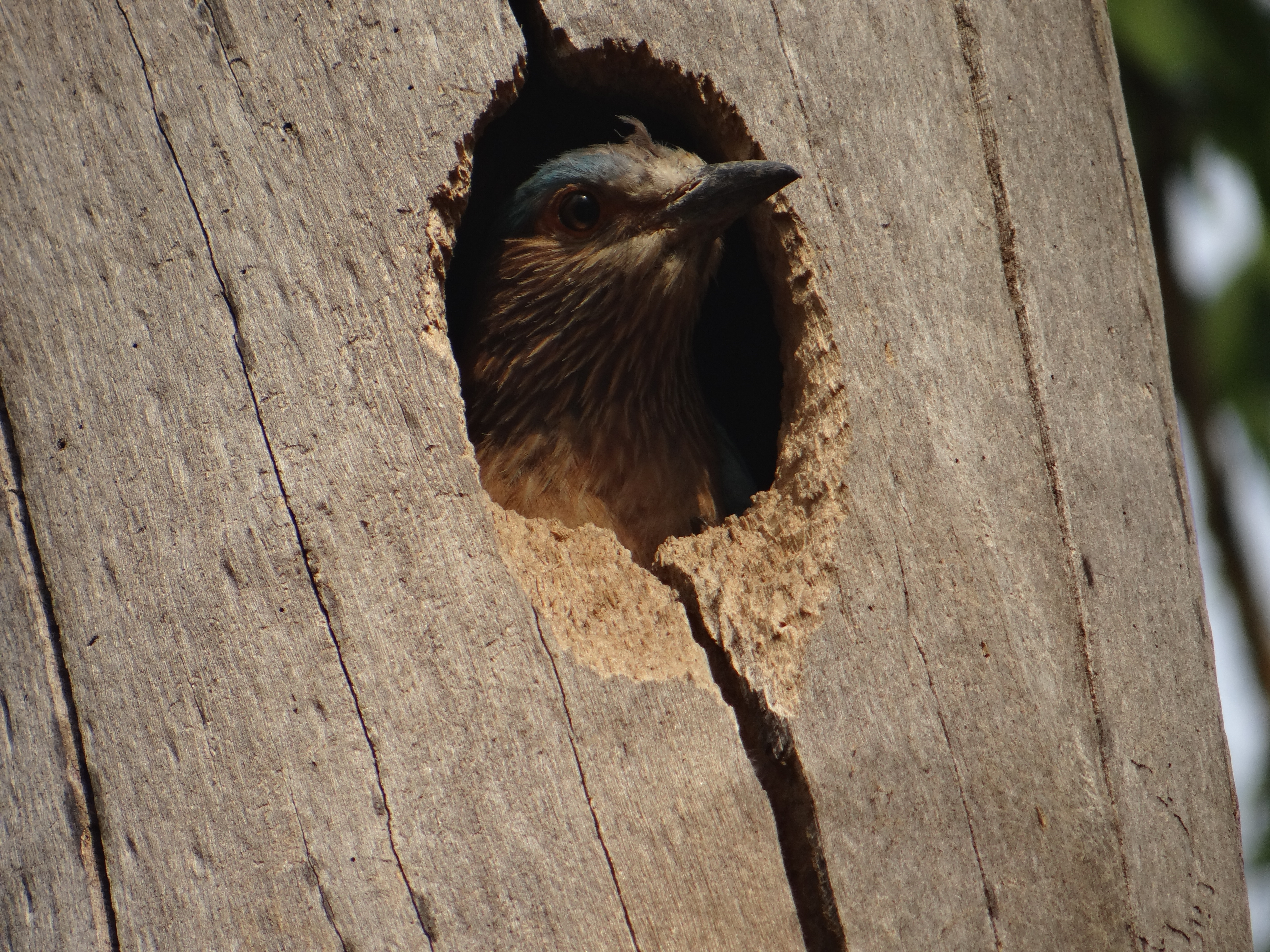
Kraski orientalne lęgną się w dziuplach lub szczelinach budynków

Pora lęgowa różna w zależności od miejsca występowania. W Omanie gniazdowanie ma miejsce w kwietniu-maju (na całym Półwyspie Arabskim jest to w większości okres od kwietnia do czerwca), na Cejlonie od marca do maja (informacja z końca XIX wieku mówi o dłuższym okresie, od stycznia do czerwca), w stanie Kerala (południowe Indie) od stycznia do marca, w północnej części Indii przeważnie w marcu i kwietniu. W przypadku krasek indochińskich lęgi na Półwyspie Malajskim odbywają się od marca do maja. Porę lęgów warunkuje dostępność pożywienia. W sezonie lęgowym samce odbywają loty tokowe, podczas których wzlatują w górę, a następnie spadają obracając się, machając skrzydłami i pokrzykując. Stąd anglojęzyczna nazwa krasek (to roll – kręcić się).
Gniazdo umiejscowione być może zarówno w miejscu powstałym naturalnie, jak i w utworzonym przez człowieka. Kraski orientalne swe gniazda budują w zagłębieniach – dziuplach w butwiejącym pniu drzewa, winodaniu (palmy winnej; Borassus), na szczycie zwiędłej palmy kokosowej (Cocos nucifera), w tamaryndowcu (Tamarindus indica), bananowcu (Musa paradisiaca) czy albicji saman (Albizia saman). Spośród struktur pochodzenia antropogenicznego na gniazda przeznaczają szczeliny w ścianach, murach, rynny, miejsca pod okapami, miejsca pod dachem. W Mannampandal kraski orientalne swoje gniazda umieszczały 6–7 m nad podłożem (n=4), na drzewach o wysokości 6,5–15 m. Gniazdo może być pozbawione wyściółki lub stanowić bezładną masę traw, skrawków materiału, odpadków, pierza, fragmentów drewna, włókien roślinnych. Dziupla, w której umieszczone jest gniazdo, liczy od 40 do 100 cm głębokości.
Zniesienie liczy od 2 do 5 jaj. Są one przeciętnie lżejsze niż u kraski zwyczajnej. Mają kształt owalny, ich skorupka jest biała, błyszcząca, chropowata. 35 jaj z okolic delty Kaweri miało wymiary 33–39 na 27–31 mm i masę 12–16 g, dla 14 jaj z Nagapattinam – które leży przy delcie Kaweri – wymiary wyniosły 33–39 na 27–31 mm, a masa 12–15 g. W wysiadywaniu uczestniczą obydwa ptaki z pary, trwa ono od 17 do 20 dni. Gdy jeden ptak jest w gnieździe, drugi przesiaduje na zewnątrz w pobliżu gniazda. Młodymi zajmują się obydwa ptaki z pary. Pisklęta klują się nagie, różowe, z oczami zamkniętymi. Zajady są żółte, wnętrze dzioba jaskrawożółte. W 6. dniu życia barwa dzioba jest już zmieniona na szarą w miejsce żółtej. Widoczne są już wówczas lotki i sterówki wyrzynające się przez skórę, jednak nadal brak piór okrywowych. W 12. dniu życia są one już obecne, po tym momencie rozwoju pisklęta mają już otwarte oczy. Około 18. dnia życia osłonki większości piór okrywowych są już pęknięte, dziób zdążył przybrać barwę czarną, jedynie koniec pozostał żółty. Do 24. dnia życia młode zyskują charakterystyczne ubarwienie piersi i brzucha, na wzór dorosłych osobników. Przy wykluciu średnia masa piskląt wynosi 10,8 ± 1,39 g (n=26), w 30. dniu życia 248,1 ± 5,85 g (n=11). W jednym z badań (obejmujących 11 gniazd) pisklęta wykluły się z 78,9% jaj (27 z 36), zaś opierzenia dożyło 80,3% piskląt (21 z 27). W kolejnym, gdzie badaniu podlegały już 4 gniazda, pisklęta wykluły się z 64,2% jaj (9 z 14), a do opierzenia się i wylotu z gniazda dożyło 66,6% (6 z 9).

## Status, zagrożenia i ochrona
IUCN uznaje kraskę orientalną za gatunek najmniejszej troski (LC, Least Concern). Kraska indochińska jest przez IUCN klasyfikowana osobno, ale również zaliczana jest do kategorii najmniejszej troski. W okresie kolonialnym jaja krasek orientalnych zabierano do prywatnych kolekcji; wśród ich właścicieli byli m.in. Allan Octavian Hume, Henry Seebohm, Eugene W. Oates. Później przeszły w posiadanie Muzeum Historii Naturalnej w Londynie – ówcześnie, w momencie ukazania się katalogu jaj (1903), Muzeum Brytyjskiego. W 1893 angielski biznesmen i ornitolog Henry Eeles Dresser odnotował, że do Wielkiej Brytanii miano w tamtych czasach importować setki ptaków dla ich piór, natomiast kraski często spotykano w sklepach osób specjalizujących się w preparowaniu ptaków. Podczas ewaluacji sklepów w Hanoi i Ho Chi Minh (odpowiednio północny i południowy Wietnam) w jednym ze sklepów dostrzeżono nielegalnie wystawioną na sprzedaż kraskę orientalną. W dystrykcie Amarawati (Maharasztra) badano wpływ stosowania pestycydów na obecność ptaków w uprawach soi (Glycine max) i nikli indyjskiej (Cajanus cajan), wyrażony w liczbie obserwacji mniejszych niż oczekiwana w okresie stosowania środków ochrony roślin. Kraski orientalne okazały się być w grupie niskiego ryzyka.
Na początku XXI wieku przypuszczano, że liczebność krasek orientalnych wzrasta ze względu na postępującą wycinkę drzew i urbanizację. Poszerzył się zasięg występowania tych ptaków w Iraku, na północ po Bagdad. W 2016 w Bengalu Zachodnim oceniono liczebność krasek orientalnych jako bardzo niską. Na przedmieściach Biratnagar w południowo-wschodnim Nepalu, w okolicach które pod koniec XX wieku przeszły silne przekształcenie przez ludzi, kraski orientalne w 2011 roku określono jako nieczęste. W Czerwonej Księdze Bangladeszu kraska orientalna ma lokalny status gatunku najmniejszej troski (2015). Lokalny status w Chinach (2015) to gatunek bliski zagrożenia (NT, Near Threatened).

### Znaczenie dla człowieka
W Indiach kraski orientalne wykorzystywane były podczas święta Dasara. Ujrzenie ich w dniu obchodów miało zwiastować powodzenie. Ze względu na niebieską barwę kojarzono te ptaki z Śiwą – w dniu święta miały dostarczać mu na górę Kajlas życzenia od mieszkańców. Obchody wiązały się jednak z nielegalnym łapaniem ptaków, które następne były przetrzymywane przy niezachowanym dobrostanie. Kłusownicy przetrzymywali je w niewielkich zanieczyszczonych klatkach, z przyciętymi czy sklejonymi lotkami, związanymi nogami i bez wystarczającego dostępu do pokarmu i wody. Ze względu na trudność w karmieniu tych ptaków w niewoli część z nich umierała. Celem kłusowników było pobieranie opłat za możliwość ujrzenia kraski w dniu święta. P.K. Sharma będący w 2015 kierownikiem Wydziału Służb Leśnych stanu Telangana zażądał od wszystkich stanowych organizacji pozarządowych interwencji w sprawie niehumanitarnego traktowania krasek. Zwołano również konferencję prasową przed nadchodzącą Dasarą oraz uruchomiono kampanię informacyjną oferującą możliwość zgłoszenia tego przestępstwa. Kraska orientalna jest w Indiach chroniona prawem; wymienia ją Załącznik IV do Ustawy o ochronie dzikiej przyrody z 1972. W 2015 zakazano eksponowania krasek w świątyniach w stanie Telangana. Przynajmniej do 2017 nie zlikwidowano jednak problemu nielegalnego odłowu. Uprzednio w 2012 przesłano do odpowiednich organizacji materiały wskazujące na znęcanie nad tymi ptakami, jednak – zdaniem działaczy – tylko regularne kontrole są w stanie wymusić przestrzeganie prawa. Problem nie dotyczy wyłącznie stanu Telangana, podobne praktyki znane są i z północnej części kraju, w szczególności miast: Lucknow, Kanpur, Patna. Ze względu na niewielką liczebność ptaków w niektórych miastach bywają one łapane w okolicznych terenach wiejskich. Kara za takie praktyki wynosi (2017) 25 tys. rupii indyjskich (około 1400 zł), możliwa jest również kara więzienia.

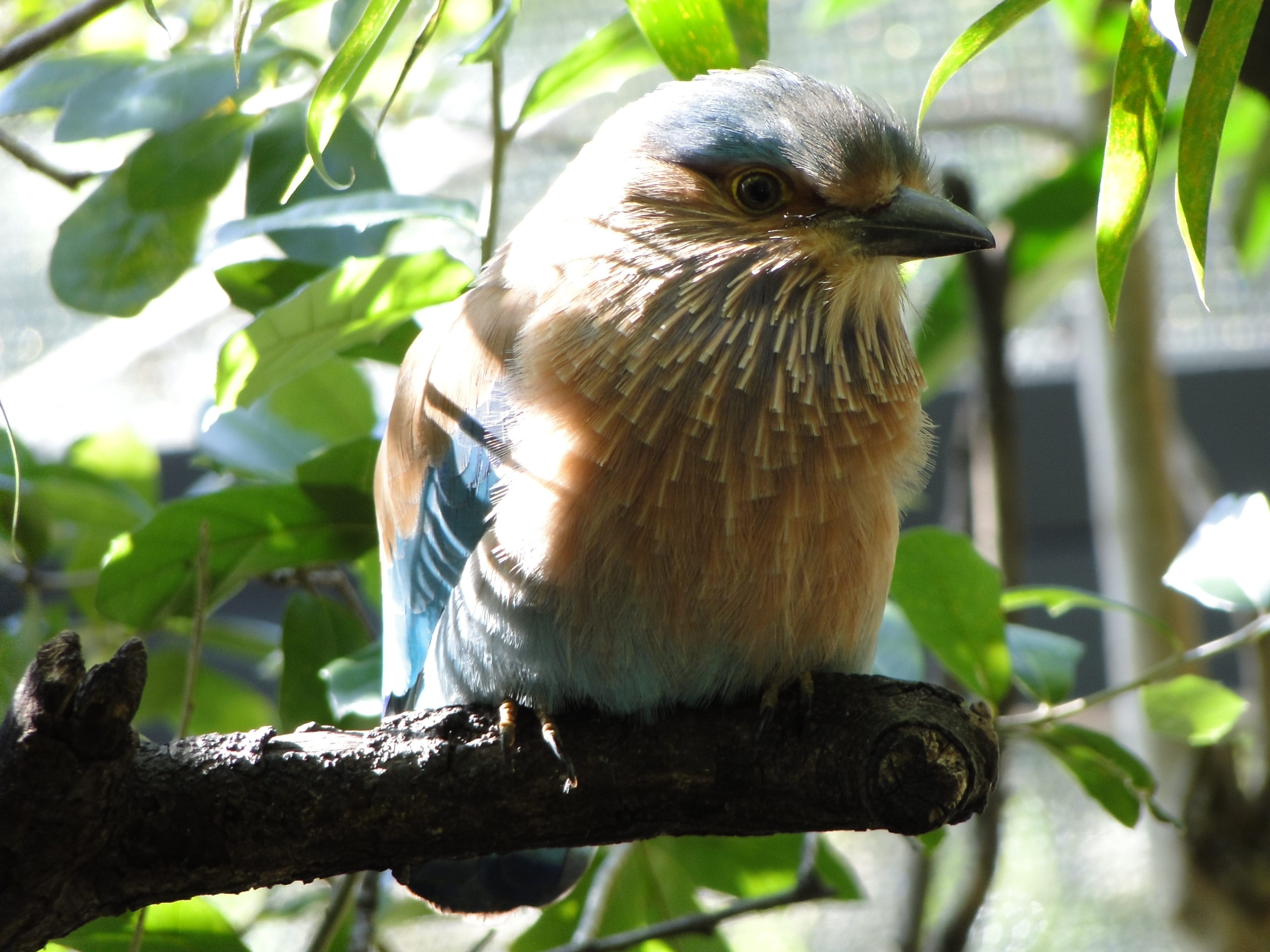
Kraska orientalna w Palm Beach Zoo, West Palm Beach, Floryda

Rdzenni mieszkańcy Cejlonu, według autora z końca XIX wieku, łapali kraski orientalne przy pomocy pułapki skonstruowanej z odpowiednio zgiętych łodyg bambusa pokrytych lepem, sznurka i przynęty (gryzonia lub świerszcza). Miano wykorzystywać je w Kalkucie podczas święta Durgapudźa i przed zatopieniem wizerunku bogini Durga wypuszczać wcześniej zakupione ptaki na wolność. Ujrzenie ich w dniu święta miało zwiastować powodzenie. Kraski orientalne są pożytecznymi zwierzętami na terenach rolniczych ze względu na eliminację owadzich szkodników. Wykazano skuteczność krasek jako biologicznej ochrony upraw przed pędrakami chrząszczy Holotrichia.
Kraski orientalne widnieją na znaczkach z:
- Birmy (emitowane 1964–1968, nominał od 5 do 15 pia)
- Laosu (emisja 1966, nominał 45 kipów)
- Gwinei Równikowej, seria o ptakach Azji (emisja 1976, nominał 50 peset gwinejskich)
- Malediwów (emisja 2002, nominał 7 rupii malediwskich)
- Omanu, z ozdobnym marginesem (emisja 2014, nominał 200 biasa)
- Wysp Świętego Tomasza i Książęcych (emisja 2016, nominał 31 tys. dobra)
- Zjednoczonych Emiratów Arabskich (emisja 1994, nominał 250 fils)

W 2014 w Gwinei wyemitowano znaczek z ozdobnym marginesem, na którym znajdowała się między innymi kraska orientalna (na samym znaczku rysunek przedstawiał modrosójkę błękitną Cyanocitta cristata).
Kraska orientalna stanowi symbol stanów Telangana, Karnataka, Orisa i Bihar, a do maja 2018 była również jednym z symboli Andhra Pradesh. Cztery lata wcześniej dokonano podziału stanu (wyodrębniając Telangana), stąd decyzja o zmianie symboli. Nowym ptakiem Andhra Pradesh została aleksandretta obrożna (Psittacula krameri).